# Гюнтер (рестлер)
Ва́льтер Хан (нем. Walter Hahn, род. 20 августа 1987, Вена) — австрийский рестлер и тренер. В настоящее время выступает в WWE на бренде Raw под именем Гю́нтер (нем. Gunther), где является двухкратным и действующим чемпионом мира в тяжёлом весе.
Наиболее известен образом «Генерал ринга» (нем. Der Ringgeneral), он отличается жестким стилем борьбы (вдохновленным такими рестлерами, как Стэн Хэнсен и Кэнта Кобаси) и философией, которая выражается в девизе «Мат священен» (нем. Die Matte ist Heilig). Журналисты и коллеги последовательно называют Хана одним из лучших рестлеров в мире и в истории.
Хан выступал в ряде независимых промоушенов по всему миру, преимущественно выступая под мононимом ВА́ЛЬТЕР, в частности, в немецком рестлинг-промоушне Westside Xtreme Wrestling (wXх), где был трёхкратным объединённым чемпионом мира по рестлингу wXх, Pro Wrestling Guerrilla (PWG), где был чемпионом мира PWG и Progress Wrestling, где был объединённым чемпионом мира Progress Wrestling.
После подписания контракта с WWE в начале 2019 года он дебютировал на бренде NXT UK. Он является бывшим и самым продолжительным (870 дней) чемпионом Соединённого Королевства NXT. В январе 2022 году перешёл на бренд NXT, где его имя было изменено на Гюнтер. Дебютировал на бренде SmackDown в апреле 2022 года, где в июне завоевал титул интерконтинентального чемпиона WWE, который удерживал 666 дней — дольше всего в истории титула. Победитель турнира «Король ринга» 2024 года.

## Карьера в рестлинге

### Westside Xtreme Wrestling (2007—2020)

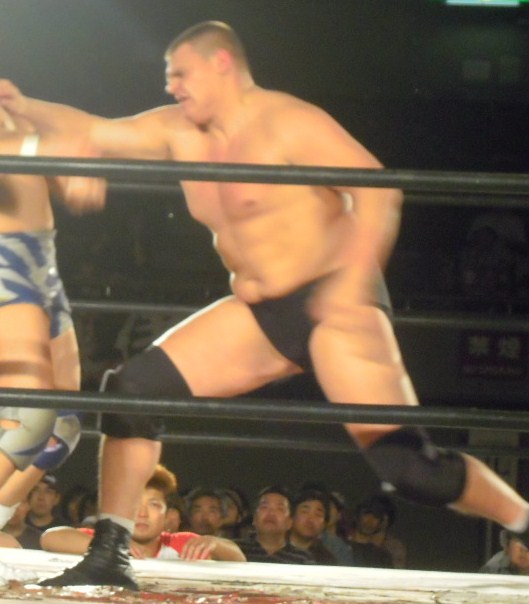
Вальтер в 2012

4 мая 2007 года Вальтер дебютировал в Westside Xtreme Wrestling на предварительном шоу турнира 16 Carat Gold Tournament, в матче в котором также участвовали Ацуси Аоки, Адам Полак и Тенгква. 2 октября 2010 года в Оберхаузене, Германия Вальтер победил Зака Сейбра-младшего и стал объединённым чемпионом мира по рестлингу wXW. 15 января 2011 года он проиграл титул Дайсукэ Сэкимото, но вернул его позже, 2 мая 2011 года, во время шоу Big Japan Pro Wrestling в Токио, Япония. После этого он удерживал титул 383 дня, прежде чем проиграл его Эль Дженерико 19 мая 2012 года.
3 марта 2013 года Вальтер и его партнёр Роберт Драйскер победили RockSkillet (Джей Скиллет и Джонатан Грешем) и завоевали титул командных чемпионов мира wXw на третьем дне 16 Carat Gold. Позже в Гамбурге, Германия они уступили титулы команде Hot and Spicy (Аксель Дитер-младший и Да Мак). 4 октября 2015 года в финале турнира World Tag Team Tournament 2015 Вальтер вместе с Заком Сейбром-младшим завоевал вакантный титул командных чемпионов мира wXw, но 12 декабря 2015 года уступили его команде Cerebrus (Илья Драгунов и Роберт Драйскер).
Он был главным тренером в академии реслинга wXw до начала 2020 года.

### Progress Wrestling (2015—2019)
24 мая 2015 года Вальтер дебютировал в Progress Wrestling на турнире Super Strong Style 16 в Лондоне, проиграв Рэмпейджу Брауну в первом раунде. Позже в 2015 году они снова встретились на турнире Chapter 23: What A Time To Be Alive! в матче, примечательном тем, что ринг сломался после того, как Браун был отправлен в его угол. В 2016 году он снова принял участие в турнире Super Strong Style 16, дошёл до четвертьфинала и был исключён Крисом Хиро.
Вальтер участвовал в турнире по определению первого чемпиона-атласа Progress в 2016 году, но закончил турнир с 2 очками. На Chapter 51: Screaming For Progress он победил Мэтта Риддла и выиграл титул чемпиона-атласа Progress. Чуть больше месяца спустя он уступил титул Риддлу на шоу Progress в Нью-Йорке, но вернул его на Chapter 55: Chase The Sun. На Chapter 68: Super Strong Style 16 Tournament Edition 2018 Вальтер отказался от титула чемпиона-атласа, чтобы побороться за титул чемпиона мира Progress, которым владел Трэвис Бэнкс. На Chapter 74: Mid Week Matters он победил Бэнкса и завоевал титул.
В 2019 году на Super Strong Style 16 Вальтер победил Трента Севена и стал чемпионом-атласом Progress. На шоу Chapter 95: Still Chasing Вальтер потерял объединённый титул чемпиона мира Progress, проиграв Эдди Денису.

### Evolve (2017—2019)

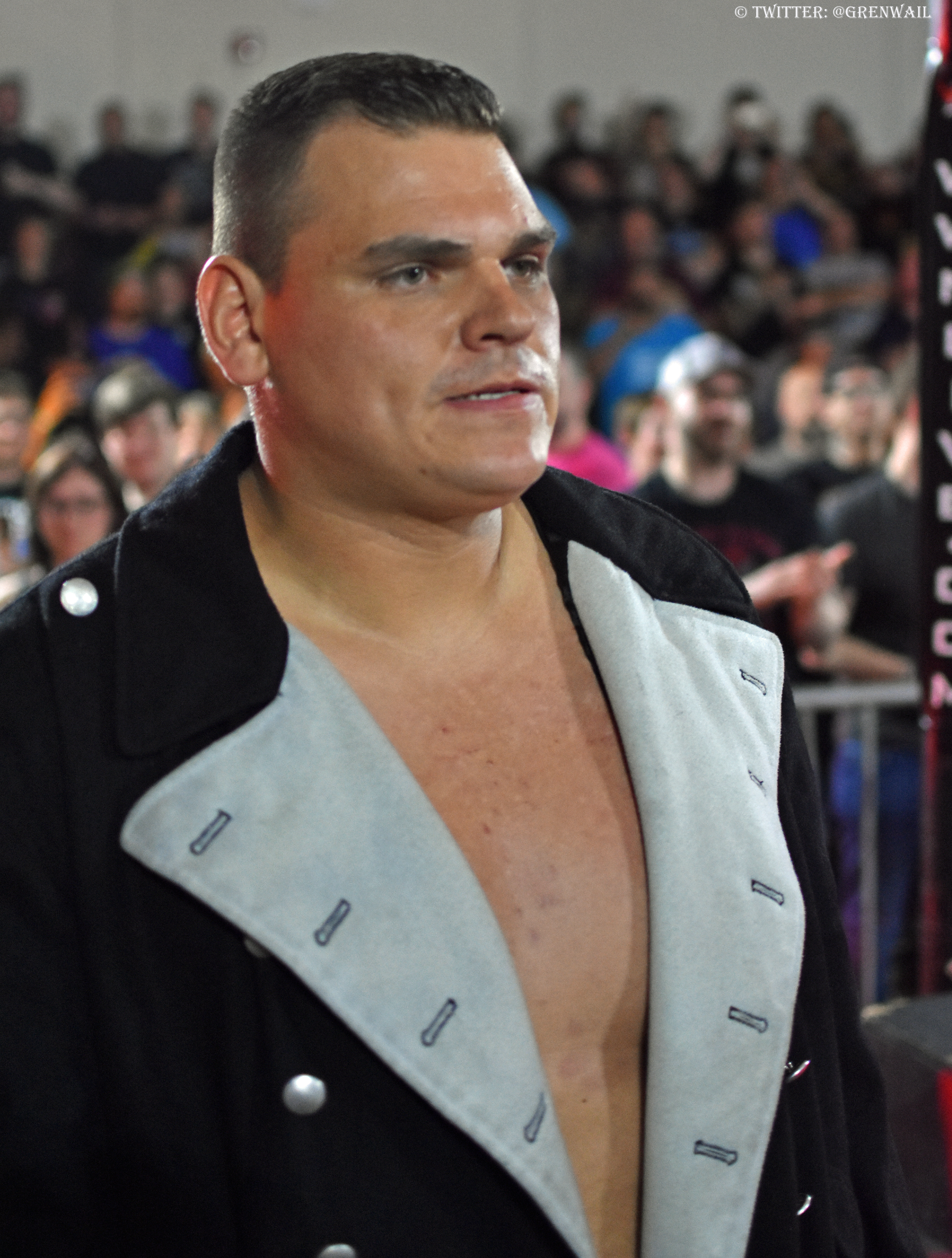
Вальтер выходит на ринг Evolve, 24 июня 2018 года

11 августа 2017 Вальтер дебютировал в Evolve на Evolve 90. На следующий вечер на Evolve 91 Вальтер безуспешно боролся за титул чемпиона WWN в матче, в котором также участвовали Мэтт Риддл, Кит Ли и Трейси Уильямс. 9 декабря 2017 года на Evolve 96 он снова безуспешно боролся за титул чемпиона WWN, потерпев поражение от Кита Ли.

### WWE (2019—н.в.)
12 января 2019 года на шоу NXT UK TakeOver: Blackpool, Вальтер дебютировал в WWE, столкнувшись с чемпионом Соединённого Королевства NXT Питом Данном после успешной защиты Данном своего титула.
На следующей неделе Вальтер столкнулся на ринге с Питом Данном и Джо Коффи. Хотя он ничего не сказал, он ясно дал понять о своих намерениях в отношении титула Данна. В эпизоде NXT UK от 2 февраля 2019 года Вальтер дебютировал на ринге против Джека Старза. Он победил Старза менее чем за четыре минуты. На NXT TakeOver: New York Вальтер победил Данна и выиграл титул чемпиона Соединённого Королевства NXT, завершив рекордное чемпионство Данна в 685 дней.

#### Чемпион Соединённого Королевства NXT (2019—2021)
В эпизоде NXT UK от 22 мая Вальтер выиграл матч-реванш за титул чемпиона Соединённого Королевства NXT против Данна, после вмешательства «Европейского Союза» (Фабиан Айхнер и Марсель Бартель), тем воссоединив группировку Ringkampf под новым названием «Империум». Позже к фракции присоединился Александр Вульф. В эпизоде NXT UK от 26 июня Вальтер сохранил свой титул против Трэвиса Бэнкса. 31 августа на шоу NXT UK TakeOver: Cardiff, Вальтер сохранил свой титул против Тайлера Бейта. В преддверии совместного шоу NXT UK и NXT — Worlds Collide — «Империум» начал враждовать с «Неоспоримой эрой» (чемпион NXT Адам Коул, Родерик Стронг, Бобби Фиш и Кайл О’Райли). В эпизоде NXT UK от 29 октября Вальтер сохранил чемпионство в матче против Ильи Драгунова.
19 февраля 2021 года Уолтер стал самым длительным чемпионом Соединённого Королевства NXT, побив рекорд Пита Данна в 685 дней, что сделало Уолтера самым длительным чемпионом в истории WWE с 1988 года. 17 марта Вальтер вернулся в NXT и напал Томмасо Чиампу. 5 апреля 2021 года его чемпионство перешагнуло двухлетний рубеж. На NXT Takeover: Stand & Deliver Вальтер сохранил титул против Чампы. На NXT TakeOver 36 Вальтер уступил титул Драгунову в матче-реванше, завершив своё историческое чемпионство в 870 дней.

#### NXT (2022)
На специальном эпизоде NXT под названием New Year’s Evil 4 января 2022 года Вальтер объединился с товарищами по группировке «Империум» Фабианом Айхнером и Марселем Бартелем против Риддла и MSK (Нэш Картер и Уэс Ли) в матче команд из шести человек, который они проиграли. Проведя свой последний матч на NXT UK 13 января, где он победил Натана Фрейзера, Вальтер был переведён на бренд NXT. В эпизоде NXT от 18 января Вальтер победил Родерика Стронга в главном событии, после чего объявил своё новое имя — Гюнтер. В эпизоде NXT от 1 марта Гюнтер победил Соло Сикоа после двух «пауэрбомб», тем самым прервав победную серию Сикоа.
В середине марта Гюнтер начал короткую вражду с Эл Эй Найтом, когда оскорбился тем, что последний получил матч за звание чемпиона NXT, вызвав Дольфа Зигглера. На следующей неделе, после того как Гюнтер победил Дюка Хадсона, Найт вызвал его на матч на NXT Stand & Deliver, который Гюнтер выиграл. На эпизоде NXT от 5 апреля он встретился с чемпионом NXT Броном Брейккером, проиграв ему, и это стало его последним выступлением на бренде.

#### Самый продолжительный интерконтинентальный чемпион WWE (2022—2024)

«Империум» на шоу Clash at the Castle

На выпуске SmackDown от 8 апреля 2022 года Гюнтер вместе с товарищем по команде «Империум» Марселем Бартелем (ныне известным как Людвиг Кайзер) дебютировали в основном ростере. В своём дебютном матче Гюнтер победил местного соперника менее чем за 3 минуты, завершив бой «пауэрбомбой». На выпуске SmackDown от 10 июня Гюнтер победил Рикошета и завоевал титул интерконтинентального чемпиона WWE, став первым австрийцем, завоевавшим этот титул. 24 июня победил Рикошета в матче-реванше, сохранив титул. В середине лета свои претензии на титул предъявил японский рестлер Синсукэ Накамура, победивший соратника Гюнтера Людвига Кайзера. Их матч за титул состоялся 12 августа на SmackDown. Победу одержал Гюнтер.
19 августа на SmackDown состоялся гаунтлет-матч претендентов на интерконтинентальное чемпионство, который выиграл Шеймус. Их матч был назначен на премиум-шоу Clash at the Castle. Этот матч стал первым матчем за Интерконтинентальный титул, прошедшим на премиум-шоу за почти полтора года (предыдущий раз матч за титул на премиум-шоу состоялся на WrestleMania 37). Матч получил крайне высокие оценки от обозревателей и зрителей, в частности, он был оценён в пять звёзд от обозревателя Wrestling Observer Newsletter Дэйва Мельтцера. 23 сентября на SmackDown объявили, что Шеймус и Гюнтер на премьере сезона SmackDown проведут ещё один матч за интерконтинентальное чемпионство. 29 сентября был назначен матч для группировок этих рестлеров — «Империума» и «Дерущихся брутов» на Extreme Rules по правилам «Старого доброго стильного Доннибрука». 7 октября на SmackDown Гюнтер защитил чемпионство, но при этом исподтишка воспользовался посторонним предметом — он ударил Шеймуса дубинкой шилейлой. На Extreme Rules Гюнтер с сокомандниками уступил в жестоком матче. Гюнтер был брошен «Кельтским крестом» Шеймуса на стол комментаторов, а затем Джованни Винчи был удержан после проведённого ему Шеймусом «Брог-кика». Он победил Шимуса в матче-реванше на эпизоде SmackDown 7 от октября. Гюнтер провёл остаток 2022 года и первые месяцы 2023 года, удерживая интерконтинентальное чемпионство в одиночных матчах против Рея Мистерио, Рикошета, Брона Строумана и Мэдкэпа Мосса в различных эпизодах SmackDown.
На Royal Rumble 28 января Гюнтер был первым участником «Королевской битвы» и последним, кто выбыл из матча; его выбросил победитель матча Коди Роудс, который вошёл тридцатым и последним участником. Его выступление длилось 71 минуту и 25 секунд и стало самым продолжительным в истории матча. 9 февраля Гюнтер пробыл чемпионом 245 дней, превзойдя по продолжительности 244-дневное чемпионство Шелтона Бенджамина, и стал самым продолжительным интерконтинентальным чемпионом XXI века. 17 февраля Гюнтер достиг 281 дня в статусе чемпиона, превзойдя по продолжительности 280-дневное чемпионство Мистера Совершенство, члена Зала славы WWE, и стал самым продолжительным интерконтинентальным чемпионом за последние 34 года. 2 апреля на втором дне WrestleMania 39 Гюнтер сохранил титул в поединке с Шимусом и Дрю Макинтайром, получившем признание критиков. Перед тем как Гюнтер и «Империум» перешли на Raw, он успешно сохранил титул интерконтинентального чемпиона в поединке с Ксавье Вудсом на выпуске SmackDown от 21 апреля.
В рамках драфта WWE 2023 года Гюнтер, а также его товарищи по группировке «Империум» Людвиг Кайзер и Джованни Винчи были переведены на бренд Raw. В последующие месяцы Гюнтер успешно защитил титул против Мустафы Али на Night of Champions 27 мая, Мэтта Риддла на Money In The Bank 1 июля и Дрю Макинтайра на SummerSlam 5 августа. На выпуске Raw 21 августа Гантер защитил титул против Чеда Гейбла, но проиграл по отсчёту, что положило конец его победной серии в одиночных матчах в основном ростере; однако, поскольку чемпионские титулы не передаются по отсчёту или дисквалификации, если не оговорено ранее, Гюнтер остался чемпионом. Победив Гейбла в матче-реванше на выпуске Raw от 4 сентября, 8 сентября Гюнтер стал самым продолжительным интерконтинентальным чемпионом WWE, побив рекорд Хонки-тонк Мена, который держался более 35 лет. Гюнтер сохранил свой титул, победив Томмасо Чиампу на эпизоде Raw 2 октября и Бронсона Рида на эпизоде Raw 16 октября. 25 ноября на Survivor Series: WarGames Гюнтер успешно защитил интерконтинентальное чемпионство против Миза. На следующий вечер в эпизоде Raw от 27 ноября, заслужив уважение Гюнтера, Миз попросил реванш за титул. Гюнтер победил Миза в матче-реванше, состоявшемся 18 декабря на шоу Raw, и это был его последний шанс на матч за титул интерконтинентального чемпиона до тех пор, пока Гюнтер является чемпионом.
27 января на Royal Rumble Гюнтер вошёл в матч «Королевская битва» под номером 18, устранил Джея Усо, Кофи Кингстона и Миза, после чего был устранён победителем, Коди Роудсом. На следующем Raw Гюнтер успешно защитил интерконтинентальное чемпионство против Кофи Кингстона. 19 февраля в эпизоде Raw Гюнтер победил Джея Усо и сохранил свой титул после вмешательства Джимми Усо. 20 февраля Гюнтер установил очередной рекорд по количеству дней пребывания в статусе чемпиона, превзойдя Педро Моралеса, который владел титулом 619 дней в течение двух чемпионств. Моралес удерживал этот рекорд 41 год. На WrestleMania XL Гюнтер потерпел поражение от Сами Зейна, завершив своё историческое чемпионство в 666 дней и отметив своё первое поражение в основном ростере.

## Личная жизнь
В 2023 году Хан женился на коллеге по NXT UK Джинни Сандху.
Хан родился и вырос в Вене и с детства болел за свой местный футбольный клуб «Рапид». Он также следит за Бундеслигой и является болельщиком футбольного клуба «Шальке-04».

## Титулы и достижения
- CBS Sports
  - Матч года (2020) пр. Ильи Драгунова[51]
- Defiant Wrestling
  - Интернет-чемпион Defiant (1 раз)[52]
- European Wrestling Promotion
  - Командный чемпион EWP (1 раз) — с Михаэлем Ковачем[53]
- Fight Club: PRO
  - Infinity Trophy (2018)[54]
- German Stampede Wrestling
  - Командный чемпион GSW (1 раз) — с Робертом Драйскером[55]
- Over The Top Wrestling
  - Чемпион OTT (1 раз)[56]
- Progress Wrestling
  - Чемпион-атлас Progress (3 раза)[57]
  - Объединённый чемпион мира Progress (1 раз)[58]
- Pro Wrestling Fighters
  - Чемпион Северной Европы PWF (1 раз)[59]
- Pro Wrestling Guerrilla
  - Чемпион мира PWG (1 раз)[60]
- Pro Wrestling Illustrated
  - № 4 в топ 500 рестлеров в рейтинге PWI 500 в 2023[61]
- Rings of Europe
  - 20 man Halloween Rumble (2006)[62]
  - RoE King of Europe #1 Contenders Championship Tournament (2007)[63]
- Westside Xtreme Wrestling
  - Объединённый чемпион мира wXw (3 раза)[64]
  - Командный чемпион мира wXw (4 раза)[65] — с Ильёй Драгуновым (1), Робертом Драйскером (1), Тимоти Тэтчером (1), Заком Сейбром-младшим (1)
  - wXw 16 Carat Gold Tournament (2010)[66]
  - wXw World Tag Team Tournament (2015) — с Заком Сейбром-младшим[67]
  - World Tag Team League (2017) — с Тимоти Тэтчером[68]
  - Ambition 11 Tournament (2019)[69]
- Wrestling Observer Newsletter
  - Самый ценный рестлер Европы (2018—2020)[70][71]
  - Матч на 5 звёзд — пр. Шеймуса на Clash at the Castle[28]
- WWE
  - Чемпион Соединённого Королевства NXT (1 раз)[72]
  - Интерконтинентальный чемпион WWE (1 раз)
  - «Король ринга» (2024)
  - Чемпион мира в тяжёлом весе (2 раза)